# Brevirostres
Brevirostres es un clado de crocodilianos que incluye a los aligatoroides y a los crocodiloideos. Los brevirrostros son crocodilianos con hocicos cortos, distinguiéndose de los gaviales de hocico largo y estrecho. Es definido filogenéticamente como el último ancestro común de Alligator mississippiensis (el aligátor americano) y Crocodylus niloticus (el cocodrilo del Nilo) y todos sus descendientes. Abajo se presenta el cladograma mostrando las relaciones filogenéticas de los Brevirostres según Brochu (1997):
|              | Pristichampsus †                                                 |
|              |                                                                  |
| Brevirostres | \| \| Alligatoroidea \| \| \| \| \| \| Crocodyloidea \| \| \| \| |
|              | \| \| Alligatoroidea \| \| \| \| \| \| Crocodyloidea \| \| \| \| |
|              | Alligatoroidea                                                   |
|              |                                                                  |
|              | Crocodyloidea                                                    |
|              |                                                                  |

|  | Alligatoroidea |
|  |                |
|  | Crocodyloidea  |
|  |                |

|              | Pristichampsus †                                                 |
|              |                                                                  |
| Brevirostres | \| \| Alligatoroidea \| \| \| \| \| \| Crocodyloidea \| \| \| \| |
|              | \| \| Alligatoroidea \| \| \| \| \| \| Crocodyloidea \| \| \| \| |
|              | Alligatoroidea                                                   |
|              |                                                                  |
|              | Crocodyloidea                                                    |
|              |                                                                  |

|  | Alligatoroidea |
|  |                |
|  | Crocodyloidea  |
|  |                |

|              | Pristichampsus †                                                 |
|              |                                                                  |
| Brevirostres | \| \| Alligatoroidea \| \| \| \| \| \| Crocodyloidea \| \| \| \| |
|              | \| \| Alligatoroidea \| \| \| \| \| \| Crocodyloidea \| \| \| \| |
|              | Alligatoroidea                                                   |
|              |                                                                  |
|              | Crocodyloidea                                                    |
|              |                                                                  |

|  | Alligatoroidea |
|  |                |
|  | Crocodyloidea  |
|  |                |

|              | Pristichampsus †                                                 |
|              |                                                                  |
| Brevirostres | \| \| Alligatoroidea \| \| \| \| \| \| Crocodyloidea \| \| \| \| |
|              | \| \| Alligatoroidea \| \| \| \| \| \| Crocodyloidea \| \| \| \| |
|              | Alligatoroidea                                                   |
|              |                                                                  |
|              | Crocodyloidea                                                    |
|              |                                                                  |

|  | Alligatoroidea |
|  |                |
|  | Crocodyloidea  |
|  |                |

El grupo Brevirostres fue originalmente nombrado por Karl Alfred von Zittel en 1890. Von Zittel consideró a Gavialis, el gavial, como un pariente cercano de Tomistoma, el falso gavial, y los excluyó de este grupo. Tomistoma, como su nombre de género distinto implica, tradicionalmente no se le ha considerado como cercanamente relacionado con Gavialis, sino que generalmente se le clasifica como un crocodílido. Bajo esta clasificación, todos los miembros de los Brevirostres son brevirrostrinos, es decir de hocico corto. Recientes análisis moleculares apoyan la clasificación de von Zittel situando a Tomistoma como pariente próximo de Gavialis. Si esta clasificación es aceptada, Brevirostres podría ser considerado como un sinónimo más moderno de Crocodylia. Si Brevirostres es definido como el último ancestro común de todos los brevirrostrinos - incluyendo a Tomistoma- y a todos sus descendientes, los descendientes de ese ancestro común podrían incluir a Gavialis y a todos los crocodilianos.